# Pierre Scharff
Pierre Scharff (Wolkrange, 3 augustus 1941) is een voormalig Belgisch senator en lid van het Waals Parlement.

## Levensloop
Van 1962 tot 1966 was hij onderwijzer in Afrika, waarna hij terugkeerde naar Virton om er tot in 1974 ook als onderwijzer te werken. Vanaf 1974 begon hij dan een carrière in de administratie van de Franse Gemeenschap, waar hij hoofdinspecteur werd op het ministerie van Franse Cultuur en later adjunct-generaal was van de regeringsdiensten van de Franse Gemeenschap. Toen hij in 1991 een parlementaire loopbaan begon, nam hij er ontslag.
In oktober 1970 werd hij voor de PSC (sinds 2002 cdH) verkozen tot gemeenteraadslid van Virton, waar hij van 1971 tot 1982 eerste schepen was. Van 1974 tot 1979 was hij ook waarnemend burgemeester toen titelvoerend burgemeester Joseph Michel actief was als minister. Van 1971 tot 1991 was hij ook provincieraadslid van Luxemburg. Nadat Joseph Michel bij de gemeenteraadsverkiezingen van 1994 niet meer opkwam, werd Pierre Scharff de nieuwe leider van de PSC van Virton. Nadat de PSC een coalitie vormde met de PS, was hij er van 1995 tot 2006 burgemeester.
Daarnaast was hij van 1972 tot 1975 secretaris-generaal van de jongerenafdeling van de PSC. Van 1988 tot 1995 was hij eveneens secretaris-generaal van de nationale PSC, onder het partijvoorzitterschap van Gérard Deprez. Als specialist in dossiers gelieerd aan het onderwijs werd hij in 1991 door de PSC gecoöpteerd tot lid van de Belgische Senaat, waar hij bleef zetelen tot in 1995. Van 1991 tot 1992 was hij ook betrokken bij de onderhandelingen van de PSC en de PS voor een nieuwe Franse Gemeenschapsregering.
In mei 1995 werd hij voor het arrondissement Neufchâteau-Virton verkozen tot lid van het Waals Parlement en van het Parlement van de Franse Gemeenschap. Hij bleef lid van beide parlementen tot in 2004. Bij de verkiezingen van 2004 kwam hij niet meer op en in 2006 verliet hij ook de gemeentepolitiek van Virton. Vervolgens ging hij zich op zijn hobby's, het schrijven en stripverhalen, concentreren. Hij kon onder andere de uitgeverij Casterman in 2001 ervan overtuigen om het stripverhaal Mannen op de maan uit de reeks De avonturen van Kuifje uit te geven in het Virtons dialect.